# ガリッサ
ガリッサ（英語:Garissa）は、ケニア共和国北東州ガリッサ県にある都市。人口は約16万人（2019年）。ガリッサ県及び北東州の県都、州都である。

## 概要
市の周囲をタナ川が流れている。また、住民はソマリ族のダロッドが多い。
キリスト教カトリックのモンバサ教会管区に属すキリスト教区がある。

## 治安
2011年にケニア軍を中心とするアフリカ連合部隊がソマリアのイスラム過激組織アル・シャバブ (ソマリア)の最重要拠点であったソマリア南部の港町キスマヨを制圧（ケニア軍のソマリア侵攻）したことから、ケニア国内ではアル・シャバーブ関係者らによる報復テロ攻撃の脅威が高まり、特に、北東州ガリッサ郡ガリッサ市においては、警察・軍隊等治安機関やキリスト教徒を標的としたアル・シャバブによるものと見られるテロ攻撃が多発した。
2015年4月には、市内にある教育大学機関ガリッサ・ユニバーシティ・カレッジ（モイ大学付属）がアル・シャバブにより襲撃され、学生ら約150人が死亡した。

## 気候
| ガリッサの気候           | ガリッサの気候 | ガリッサの気候 | ガリッサの気候 | ガリッサの気候 | ガリッサの気候 | ガリッサの気候 | ガリッサの気候 | ガリッサの気候 | ガリッサの気候 | ガリッサの気候 | ガリッサの気候 | ガリッサの気候 | ガリッサの気候 |
| 月                       | 1月            | 2月            | 3月            | 4月            | 5月            | 6月            | 7月            | 8月            | 9月            | 10月           | 11月           | 12月           | 年             |
| ------------------------ | -------------- | -------------- | -------------- | -------------- | -------------- | -------------- | -------------- | -------------- | -------------- | -------------- | -------------- | -------------- | -------------- |
| 平均最高気温 °C （°F）   | 36.72 (98.1)   | 37.8 (100)     | 38.28 (100.9)  | 37 (99)        | 35.78 (96.4)   | 34.11 (93.4)   | 33.61 (92.5)   | 33.78 (92.8)   | 35.11 (95.2)   | 36.28 (97.3)   | 36.22 (97.2)   | 35.39 (95.7)   | 35.84 (96.54)  |
| 平均最低気温 °C （°F）   | 22.61 (72.7)   | 23.28 (73.9)   | 24.39 (75.9)   | 24.5 (76.1)    | 23.28 (73.9)   | 21.78 (71.2)   | 21.22 (70.2)   | 21.28 (70.3)   | 21.72 (71.1)   | 23.11 (73.6)   | 23.61 (74.5)   | 22.82 (73.08)  | 22.8 (73.04)   |
| 出典：Climate-Charts.com |                |                |                |                |                |                |                |                |                |                |                |                |                |